# Rani Maria Vattalil
(Papa Francesco, Angelus del 5 novembre 2017)
Regina Maria (Rani Maria), al secolo Mariam Vattalil (Pulluvazhy, 29 gennaio 1954 – Indore, 25 febbraio 1995), è stata una religiosa indiana appartenente alla Congregazione delle francescane clarisse.
Venne assassinata nel 1995 a causa del suo impegno a difesa dei contadini poveri, sfruttati dagli usurai. Per il suo sostegno nei confronti degli ultimi e per la sua morte atroce, è considerata martire dalla Chiesa cattolica ed è stata beatificata il 4 novembre 2017.